# Xã Little Traverse, Michigan
Xã Little Traverse (tiếng Anh: Little Traverse Township) là một xã thuộc quận Emmet, tiểu bang Michigan, Hoa Kỳ. Năm 2010, dân số của xã này là 2.380 người.